# HŠK Zrinjski Mostar
HŠK Zrinjski Mostar este o echipă de fotbal din Bosnia și Herțegovina.

## Jucători notabili
| - Miroslav Brozović - Lamine Diarra - Ivica Džidić - Velibor Đurić - Mario Ivanković - Dušan Kerkez - Davor Landeka - Armando Marenzzi | - Romeo Mitrović - Luka Modrić - Igor Musa - Slaven Musa - Staniša Nikolić - Zoran Rajović - Blaž Slišković - Sulejman Smajić | - Mladen Žižović |